# Trioceros oweni
Trioceros oweni là một loài thằn lằn trong họ Chamaeleonidae. Loài này được Gray mô tả khoa học đầu tiên năm 1831.